# Râul Ciuhur
Râul Ciuhur este un afluent de stânga al râului Prut. În cursul de mijloc valea râului se deosebește printr-o asimetrie de stânga. În aval de satul Chiurt și până la Lacul Costești-Stânca valea se îngustează, întretăind clacare rifogene, denumite Toltrele Prutului. În cursul inferior albia formează meandre, cu defilee adânci și înguste.

## Faună
Ciuhurul pe cursul său formează multe lacuri de albie unde se practică piscicultura. De aceea ihtiofauna acestui râu este puternic influențată de speciile de cultură (sânger, crap, novac, cosaș). Cele mai răspândite specii sunt: șalăul, boarța, carasul argintiu, murgoiul bălțat, porcușorul se întâlnește la adâncime.

## Galerie de imagini

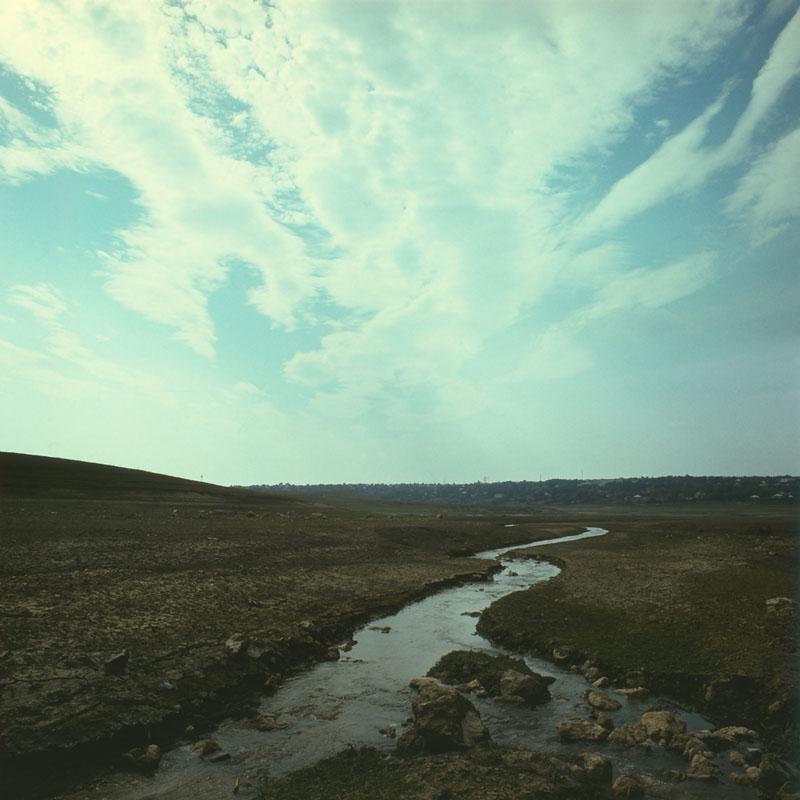
Un segment al râului Ciuhur (1980)